# Élections sénatoriales de 2020 au Colorado
Les élections sénatoriales de 2020 au Colorado ont lieu le 3 novembre 2020 afin d'élire 18 des 35 membres du Sénat de l'État américain du Colorado.
Les démocrates conservent la majorité absolue qu'il détiennent dans les deux chambres de l'Assemblée générale depuis 2018.

## Système électoral
Le Sénat du Colorado est la chambre haute de son parlement bicaméral, l'Assemblée générale. Il est composé de 35 sièges pourvus pour quatre ans mais renouvelés par moitié tous les deux ans au scrutin uninominal majoritaire à un tour dans autant de circonscriptions que de sièges à pourvoir.

## Résultats
|       | Parti démocrate   | 19 | 10 | 11 | 20 | 1             |  |  |  |
|       | Parti républicain | 16 | 8  | 7  | 15 | 1             |  |  |  |
|       |                   |    |    |    |    |               |  |  |  |
| Total | Total             | 35 | 18 | 18 | 35 | en stagnation |  |  |  |